# Кизил-Орда
Кизил-Орда (каз. Қызылорда, рос. Кызылорда) — місто обласного підпорядкування в Казахстані, центр Кизил-Ординської області.

## Географія
Місто розташоване на правому березі річки Сирдар'я.

## Історія
Засноване близько 1820 року.
Колишні назви: Ак-Мечеть (1820–1853), Перовськ (1853–1920), Ак-Мечеть (1920–1925), Кзил-Орда (1925–1992).
У 1925—1928 роках адміністративний центр Казакської Автономної Соціалістичної Радянської Республіки. Після переведення столиці до м. Алма-Ата — центр Кзил-Ординської округи. 
В часи Другої світової війни в місті діяв Об'єднаний український державний університет, створений рішенням уряду СРСР шляхом тимчасового об'єднання евакуйованих Київського і Харківського університетів.
До складу міста було включено село Колос колишньої Кизилжарминської сільської ради Сирдар'їнського району.

## Населення
Населення — 271309 осіб (2021; 188682 у 2009, 157364 у 1999, 151791 у 1989).

## Господарство

### Транспорт
Залізнична станція на лінії Оренбург—Ташкент. Через місто проходить автошлях європейського значення Челябінськ—Жезказган—Ташкент—Душанбе—Нижній Пяндж (E123).

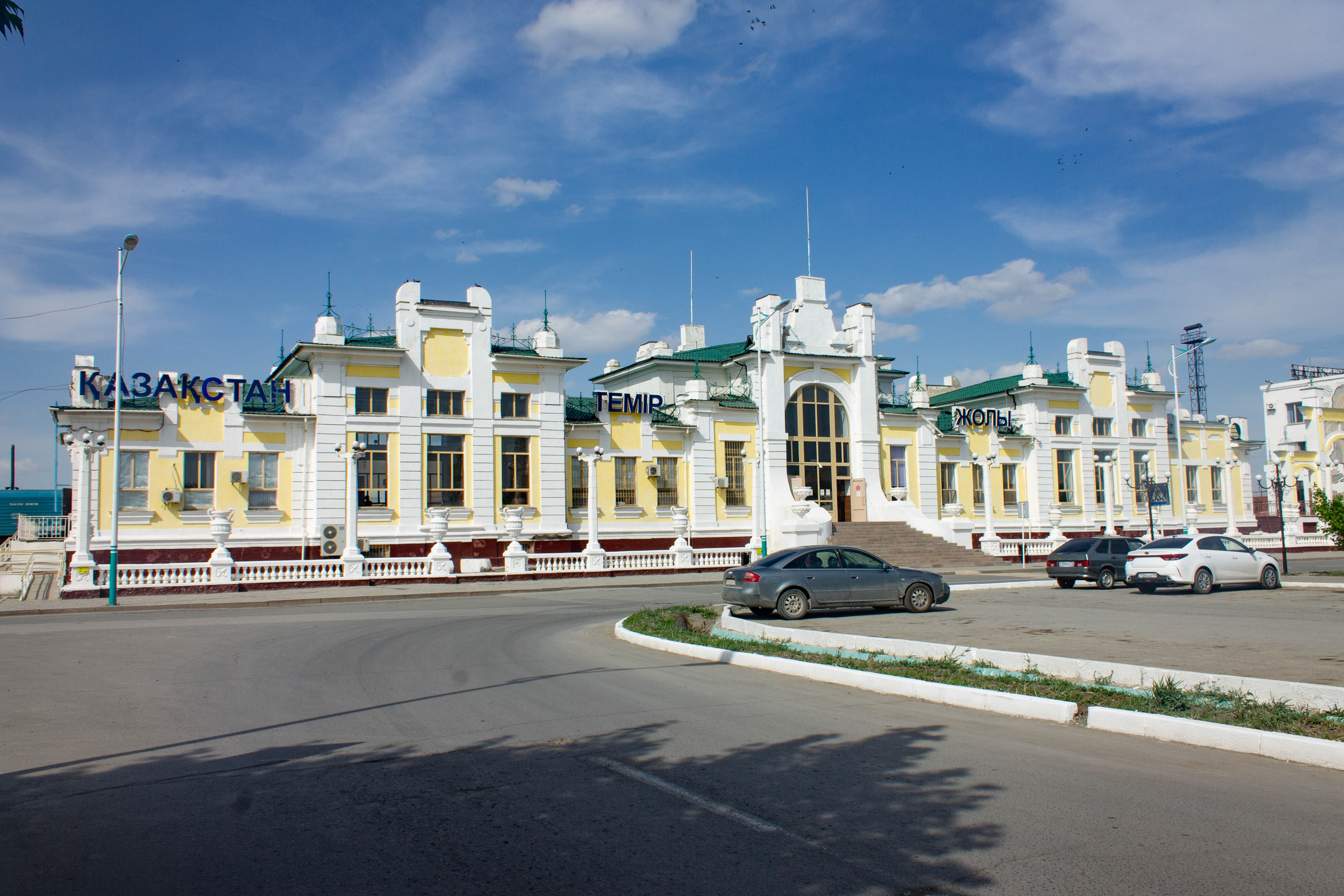
Вокзал станції «Кызылорда»

Діючий аеропорт знаходиться у 15 км на схід від міста.

### Промисловість
Комбінат будматеріалів, домобудівний комбінат; целюлозно-картонний завод, виробництво сільськогосподарських машин; легка, харчова промисловість. Педагогічний інститут. Історико-краєзнавчий музей. Є театр.

## Уродженці
- Абдільда Тажибаєв (1909—1998) — казахський радянський поет і драматург
- Аружан Саїн (* 1976) — казахська громадська діячка, телеведуча, актриса, продюсер, директор благодійного фонду.
- Батирхан Шукенов (1962—2015)